# 萩原雅之
萩原 雅之（はぎはら　まさし、1961年生まれ、宮崎県出身）は、日本のマーケティングリサーチャー。トランスコスモス・アナリティクス取締役副社長。マクロミル総合研究所所長。

## 略歴
東京大学教育学部卒業。株式会社日経リサーチ入社後、日本経済新聞ヨーロッパ社（英国）、株式会社リクルートリサーチを経て、1999年よりインターネット視聴率調査を手がけるネットレイティングス株式会社（現・ニールセン株式会社）代表取締役社長を約10年間務める。2013年7月より現職。青山学院大学専門職大学院講師（マーケティングリサーチ論）。令和2年国勢調査有識者会議専門委員。日本世論調査協会個人会員。著書に『次世代マーケティングリサーチ』（SBクリエイティブ、2011年）など。
1997年12月3日に市場調査、世論調査、マーケティングに関するコミュニティっであるインターネット・サーベイ・メーリングリスト（surveyml）を開設し、2019年12月2日のfreemlのサービス終了まで管理人を務めた。

## 主要著書
- 『次世代マーケティングリサーチ』 （SBクリエイティブ、2011年）
- 『Web Designing Library #13 数字とグラフで見るインターネットのカタチ－マーケティングリサーチの第一人者が読み解くインターネットの潮流』（マイナビ出版、2015年）

## 年譜
- 1984年　東京大学教育学部卒（教育社会学、社会調査専攻）
- 1984年　株式会社日経リサーチ
- 1997年　株式会社リクルートリサーチ
- 1999年　ネットレイティングス株式会社（後のニールセン株式会社[4]、現在のニールセン デジタル株式会社[5]）代表取締役社長（-2009年）
- 2004年　マクロミル総合研究所 所長（現任）
- 2013年　トランスコスモス・アナリティクス株式会社 副社長（現・取締役エグゼクティブフェロー）[6]
- 2012年　青山ビジネススクール講師（マーケティングリサーチ）（現任）[7]
- 2015年　早稲田大学ビジネススクール講師（マーケティングリサーチ）（現任）
- 2015年　多摩大学大学院客員教授（データサイエンス）（現任）[8]